# Manettia mitis
Manettia mitis är en måreväxtart som först beskrevs av Vell., och fick sitt nu gällande namn av Karl Moritz Schumann. Manettia mitis ingår i släktet Manettia och familjen måreväxter. Inga underarter finns listade i Catalogue of Life.